# 辛特鲁埃尼戈
辛特鲁埃尼戈（西班牙語：Cintruénigo）是西班牙纳瓦拉的一个市镇。总面积37平方公里，总人口5932人（2001年），人口密度160人/平方公里。